# Sepia chirotrema
Sepia chirotrema är en bläckfiskart som beskrevs av Berry 1918. Sepia chirotrema ingår i släktet Sepia och familjen Sepiidae. IUCN kategoriserar arten globalt som livskraftig. Inga underarter finns listade i Catalogue of Life.